# سانت‌الپیدیو ا ماره
سانت‌الپیدیو ا ماره (به ایتالیایی: Sant'Elpidio a Mare) یک کومونه در ایتالیا است که در استان فرمو واقع شده‌است. سانت‌الپیدیو ا ماره ۵۰ کیلومتر مربع مساحت و ۱۵٬۲۳۹ نفر جمعیت دارد و ۲۵۷ متر بالاتر از سطح دریا واقع شده‌است.